# Аголинское
Аголинское — деревня в Даниловском районе Ярославской области. Входит в состав Дмитриевского сельского поселения.

## География
Находится в северо-восточной части Ярославской области на расстоянии приблизительно 25 км на юг-юго-запад по прямой от железнодорожного вокзала города Данилова, административного центра района.

## История
В 1859 году здесь (тогда деревня Романово-Борисоглебского уезда Ярославской губернии) было учтено 17 дворов, в 1898 — 23.

## Население
Численность населения: 113 человек (1859 год), 17 (русские 94 %) в 2002 году, 10 в 2010.